# Гарсия Хименес, Кевин
Ке́вин Яи́р Гарси́я Химе́нес (исп. 
Kevin Yahir García Jiménez; род. 9 февраля 2006) — мексиканский футболист, защитник клуба «Сантос Лагуна».

## Клубная карьера
Гарсия — воспитанник клуба «Сантос Лагуна».

## Международная карьера
В 2023 году в составе юношеской сборной Мексики Гарсия выиграл юношеском Кубке КОНКАКАФ в Гватемале. На турнире он сыграл в матчах против сборных Кюрасао, Гватемалы, Никарагуа, Сальвадора, США и дважды Панамы. В поединке против никарагуанцев Кевин забил гол.
В том же году Гарсия принял участие в юношеском чемпионате мира в Индонезии. На турнире он сыграл в матче против команды Мали.

## Достижения
Международные
 Мексика (до 17)
- Победитель Юношеского кубка КОНКАКАФ — 2023